# 성 어거스틴 성당

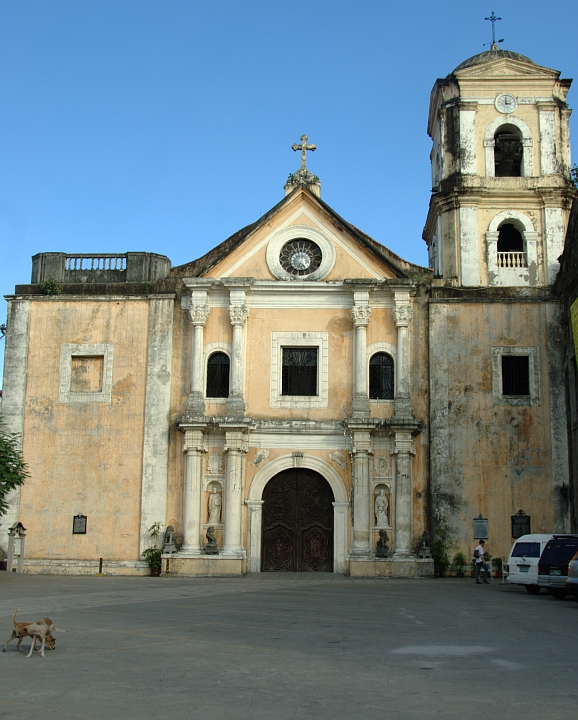

성 어거스틴 성당(San Agustin Church)은 필리핀 마닐라의 로마가톨릭 교회이다.
1571년에 짓기 시작하여 1607년에 완공된 이 교회는 필리핀에서 가장 오래된 바로크풍의 석조양식의 교회이다. 5차례에 걸친 지진과 2차대전을 겪으면서도 파괴되지 않고 남아 있어 ‘기적의 교회’라고 불린다.